# Piaskowy Stworek
Piaskowy Stworek (ang. Five Children and It/The Sand Fairy, 1991) – brytyjski miniserial przygodowy dla młodych widzów, zrealizowany z materiałów filmowych. Powstał w oparciu o książkę Edith Nesbit Pięcioro dzieci i „coś”.
Emitowany w Polsce w wakacje 1998 roku. W sumie powstało 6 odcinków, 45-minutowych.
Opowiada o piątce dzieci: Robercie, Jance, Antei, Cyrylu oraz ich młodszym braciszku, którzy pewnego dnia znajdują tajemnicze stworzonko potrafiące spełnić dowolne życzenia.

## Ekipa i obsada
Produkcja: © BBC MCMXCI

Reżyseria: 
- Marilyn Fox
- Richard Callanan

Scenariusz: na podstawie powieści Edith Nesbit – Marilyn Fox

Muzyka: Michael Omer

Aktorzy:
- Charles Richards – Robert
- Nicole Mowat – Antea
- Simon Godwin – Cyryl
- Tamzen Audas – Janka
- Francis Wrigth – Piaskowy Stworek
- Paul Shearer – Andrew
- Penny Morrell – pani Chittenden
- Michelle Evans – Siostrzenica pani Chittenden
- David Garlick – Groom
- Mary Conlon – Matka piątki dzieci
- Laura Brattan – Marta – opiekunka piątki dzieci